# Dolophonini
Dolophonini è una tribù appartenente alla famiglia Araneidae dell'ordine Araneae della classe Arachnida.
Il nome deriva dal greco δολοφὸνος, dolofònos, cioè che uccide a tradimento, per la loro capacità di mimetizzarsi sui rami degli alberi rimanendo immobili a lungo, e in aggiunta il suffisso -ini che designa l'appartenenza ad una tribù.

## Tassonomia
Al 2007, la tribù si compone di 7 generi:
- Dolophones WALCKENAER, 1837
- Hypsosinga AUSSERER, 1871
- Leviellus WUNDERLICH, 2004
- Parazygiella WUNDERLICH, 2004
- Pitharatus SIMON, 1895
- Stroemiellus WUNDERLICH, 2004
- Zygiella F.O.P.-CAMBRIDGE 1902